# 古蒼梧
古蒼梧（1945年—2022年1月11日），原名古兆申，香港作家、詩人。

## 生平
古兆申生於1945年，1949年移居香港，為廣東高州荷花鄉人。他從小學三年級起入讀聖公會諸聖小學，繼而升讀聖公會諸聖中學（1963年中六，即高中三）。中六畢業後入讀香港中文大學，並分別取得文學士（1967年）、文學碩士（中國語文、1969年），2001年完成香港大學博士學位。曾於西貢公立學校任教，於香港、中國大陸和台灣報刊雜誌發表文藝創作及評論，筆名有古蒼梧、傅一石、顧耳、林原、佐持和藍山居等。
1968至1969年間，與戴天於創建書院共同主持「詩作坊」。1970年赴美參加愛荷華大學 (University of Iowa) 國際寫作計劃(International Writing Program)。1981至1982年於法國索邦 (Sorbonne) 大學修讀哲學及法國現代文學。
曾參與創辦並編輯《盤古》、《文學與藝術》、《文美月刊》、《八方》和《文化焦點》等刊物，又曾任香港《大公報・中華文化周刊》主編、台北《漢聲雜誌》主編、香港《明報月刊》總編輯和香港中華文化促進中心節目部學術總監。
早期文藝活動主要是中國新詩的創作和文學評論，七十年代開始研究中國電影及戲曲，近年則着力於崑曲推廣及研究。曾為浙江京崑藝術劇院改編崑劇《牡丹亭》(2000) 及創編崑劇《暗箭記》(2001)、為蘇州崑劇院青春版《牡丹亭》擔任顧問 (2004) 及為上海崑劇團改編崑劇《蝴蝶夢》(2005)。
生前獨居，據其好友所述，去世前一天午間與朋友見面後，晚上電話無人接聽，懷疑在家摔倒，直至翌日早上朋友上門探望，才發現倒在地上，在家中離世。

## 著作

### 詩集及文集
- 《銅蓮》(1980)
- 《古蒼梧詩選》(1987)
- 《一木一石》(1988)
- 《備忘錄》(1995)
- 《書想戲夢》(1998)
- 《今生此時今世此地》(2002)
- 《祖父的大宅》(2002)
- 《古蒼梧集》(2003)
- 《長言雅音論崑曲》(2009)
- 《雙程路》(2010)
- 《舊箋》(2012)
- 《星斗闌干》(2019)

### 合著作品
- 《沈寵綏〈度曲須知〉》(2006)
- 《王驥德〈方諸館曲律〉》(2006)
- 《魏良輔〈曲律〉》(2006)
- 《徐大椿〈樂府傳聲〉》(2006)
- 《崑劇》(2012)

### 參與編輯
- 《現代中國詩選》(1974)
- 《中國新詩選》(1975).
- 《溫健騮卷》(1987)
- 《新定九宮大成南北詞宮譜譯註》(2009)

### 翻譯作品
- 《柏拉特羅與我》(1983)
- 《舞的意象》(1989)
- 保羅．安挌爾《美國孩子》(1990)
- 瑪格麗．杜哈絲《中國北方來的情人》(1993)